# Candelabrum phrygium
Candelabrum phrygium är en nässeldjursart som först beskrevs av Fabricius 1780.  Candelabrum phrygium ingår i släktet Candelabrum och familjen Candelabridae. Inga underarter finns listade i Catalogue of Life.